# Берёзкино (Томская область)
Берёзкино — деревня в Томском районе Томской области. Входит в состав Зоркальцевского сельского поселения.
Население на 1 января 2015 — 431 чел.
Расстояние до Томска — 28 км, до Зоркальцева (центр поселения) — 9 км. Деревня стоит на берегу реки Порос.

## Социальная сфера и экономика
В Берёзкино есть фельдшерско-акушерский пункт и основная общеобразовательная школа.
В деревне в сфере розничной торговли действует один частный предприниматель.
Услуги ЖКХ оказывает ООО «Тепло» (зарегистрировано в селе Зоркальцево, работает на территории Зоркальцевского сельского поселения).
Автобусное сообщение с Томском осуществляется с помощью пригородного автобусного маршрута № 112.

## Население
| 2002 | 2008 | 2009 | 2010 | 2011 | 2012 | 2013 |
| ---- | ---- | ---- | ---- | ---- | ---- | ---- |
| 432  | ↘418 | ↗424 | ↗430 | ↗431 | ↗439 | ↘433 |
| 2014 | 2015 | 2021 |      |      |      |      |
| ↗448 | ↘431 | ↗446 |      |      |      |      |

## Местная власть
Сельским поселением руководят Глава поселения и Совет. Глава поселения — Виктор Николаевич Лобыня.